# Ringerike
Ringerike è una cittadina norvegese della contea di Buskerud. Costituisce anche uno dei distretti della Norvegia.